# A ciascuno la sua donna
A ciascuno la sua donna è il secondo album della cantante italiana Fiordaliso, uscito nel febbraio 1985 subito dopo la partecipazione al Festival di Sanremo dello stesso anno con il brano Il mio angelo. 
L'album è curato nella veste grafica da Luciano Tallarini. Gli arrangiamenti sono di Vince Tempera e la produzione esecutiva di Luigi Albertelli ed Enzo Malepasso. 
Oltre ad Il mio angelo, vennero promosse Sola no io non ci sto, con la quale l'artista partecipò a Un disco per l'estate e Sarà migliore, brano firmato da Vasco Rossi, che divenne la sigla di coda di un programma musicale di Italia 1. 
L'album fu pubblicato con gli adattamenti in lingua spagnola anche in Spagna e in America latina.
Tracce
1. Sola no io non ci sto (L.Albertelli-E.Malepasso)
2. Viaggiano (L.Albertelli-E.Malepasso)
3. Una storia senza storia (L.Albertelli-E.Malepasso)
4. La nave bianca (L.Albertelli-E.Malepasso)
5. Il mio angelo (L.Albertelli-E.Malepasso)
6. Sarà migliore (V.Rossi-L.Quarantotto)
7. Oltre il cielo (A.Fornaciari)
8. Freddo di dicembre (D.Baldan Bembo)
9. Legnano Spotorno (F.Concato)
10. No More (E.Ruggeri-L.Schiavone)

## Formazione
- Fiordaliso – voce
- Massimo Luca – chitarra
- Paolo Donnarumma – basso
- Lele Melotti – batteria
- Vince Tempera – tastiera
- Ellade Bandini – batteria
- Enzo Malepasso – pianoforte
- Piero Cairo – sintetizzatore
- Claudio Pascoli – sassofono tenore
- Lalla Francia, Mara Pacini, Marina Balestrieri, Paola Orlandi – cori